# 麓湖山國際高爾夫球會
麓湖山國際高爾夫球會，位於中國廣東省梅州市梅县区南口鎮麓湖山文化產業園區（距離梅州市中心區10公里），占地100多公顷，由廣東新金基文化創意產業集團投資興建，2012年1月開業，是梅州首座國際錦標賽級標準的高爾夫球場。由馬來西亞籍著名設計師陈川源負責設計，球場圍繞群山而建，發球台與球道有非常巨大的落差，當中第四洞（又名「仙人洞」）的落差達110多米，是吉尼斯世界纪录的保持者，而且絕大部分球道都偏窄，所以對球手的準確度要求極高，是個難度頗高的高爾夫球場。
2017年1月，中國有關當局公佈了《国家部委联合公布高尔夫球场清理整治结果》，麓湖山國際高爾夫球會是其中一個國家認可的球場。